# Djebel El Chouabine
Djebel El Chouabine (àrab: جبل شُوَابِين, Jabal Xuwābīn) és un massís muntanyós situat al nord de Chott El Gharsa, a Tunísia. Zona completament àrida, al vessant nord hi té les mines de fosfat de Redeyef. A la part oriental hi ha la vila de Sakdoud i a l'occidental la nova vila de Chebika, que ha substituït l'antiga Chebika, un oasi de muntanya destruït per les inundacions de 1969, i lloc on comença el Djebel en Negueb en direcció oest, ja entrant en territori d'Algèria. El cim de la serralada de major altitud respecte el nivell de la mar té 558 m.